# Martin IV.

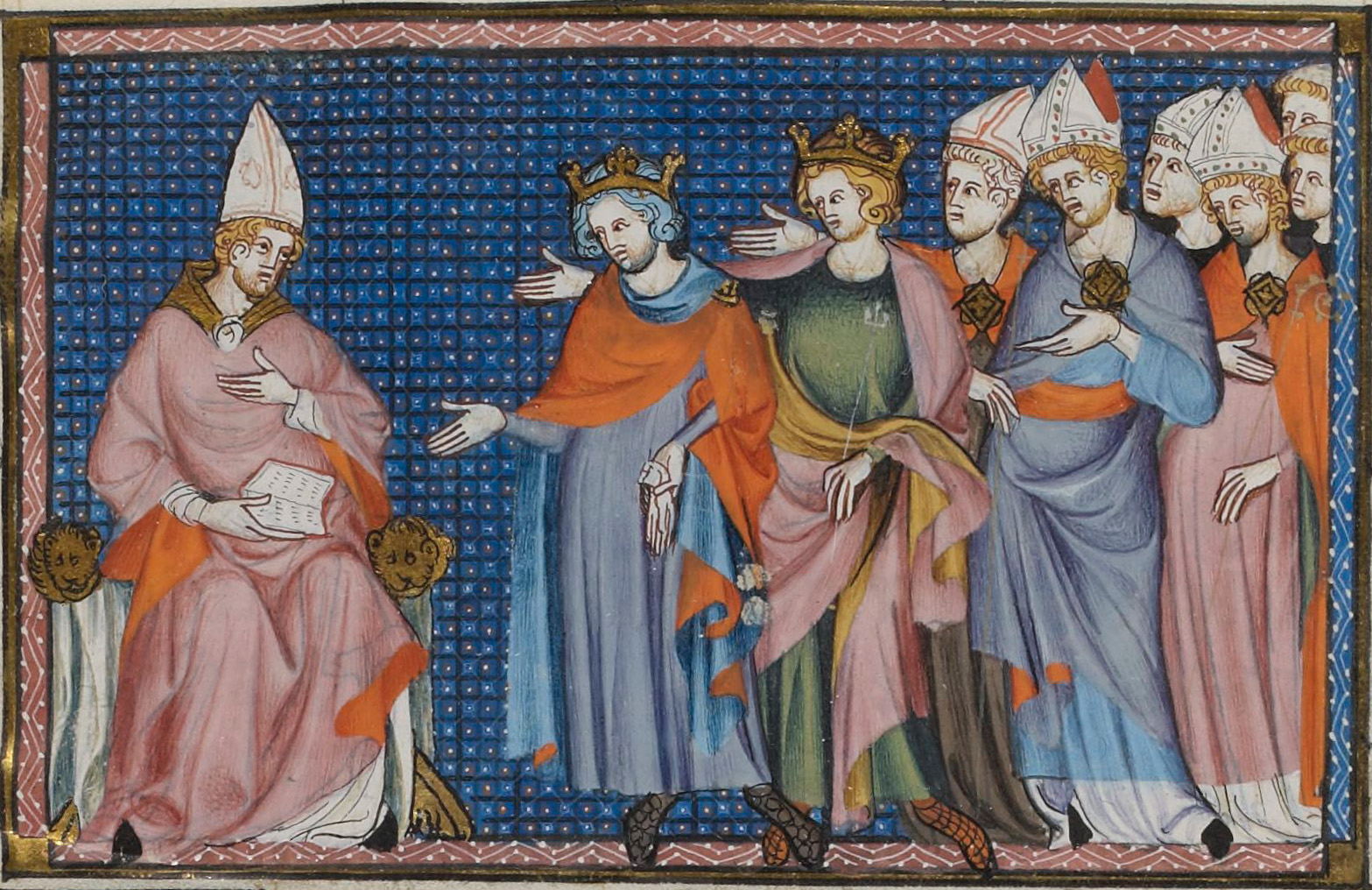
Philipp III. von Frankreich und Karl von Anjou ersuchen Papst Martin IV. um die Heiligsprechung von Ludwig IX. (Buchmalerei, etwa 1330–1340)

Martin IV. (* um 1210 in Mainpincien (Frankreich); † 28. März 1285 in Perugia) war von 1281 bis zu seinem Tode Papst.

## Leben
Geboren als Simon de Brion, trat Martin IV., über dessen Herkunft und frühe Jahre die Quellen wenig ergiebig sind, zunächst als Archidiakon in Rouen und als Domherr in Tours in Erscheinung. 1260 wurde er Kanzler des französischen Königs Ludwig IX.
Im Dezember 1261 durch Papst Urban IV. zum Kardinalpriester der Titelkirche von Santa Cecilia erhoben, war Simon de Brion viele Jahre auch als päpstlicher Legat am französischen Hof tätig, zunächst von 1264 bis 1269 und anschließend zwischen 1274 und 1279. Außerdem war er ab 1262 Leiter der Inquisition.
Nach dem Tode Papst Nikolaus’ III. (1280) traten die zur Wahl eines Nachfolgers berufenen Kardinäle zum Konklave in Viterbo zusammen. Um die Hausmacht der französischen Kardinäle zu stärken, war mit Kardinal Matteo Orsini ein Verwandter des verstorbenen Papstes vorsorglich verhaftet worden. Nach einem halbjährigen und von machtpolitischen Auseinandersetzungen geprägten Konklave wurde Simon de Brion am 22. Februar 1281 auf Druck Karls I. von Neapel-Sizilien zum Papst gewählt.

### Pontifikat
Die Namenswahl des neuen Papstes beruht auf einer Verwechslung der Papstnamen Martin und Marinus in mittelalterlichen Quellen. Marinus I. und Marinus II. waren hier häufig irrtümlich als Martin II. und Martin III. geführt worden, so dass Simon sein Pontifikat als Martin IV. antrat, obschon sein unmittelbarer Namensvorgänger Papst Martin I. gewesen war.
Dieser weithin als schwächlich empfundene Papst nahm jede seiner Handlungen – egal ob weltliche oder politische – als Franzose und nicht als Papst vor. Er war kaum mehr als der willfährige Hofkaplan König Karls I. von Neapel-Sizilien. Der Papst ernannte Karl I. erneut zum Senator von Rom. Damit wurde dieser zum eigentlichen Herrscher des Kirchenstaates. Das Ziel Karls war weiterhin die Eroberung von Byzanz. Er nötigte den Papst, den byzantinischen Kaiser Michael VIII. zu bannen (18. November 1282). Die von Byzanz unterstützte und durch die blutige Herrschaft der verhassten Franzosen ausgelöste Sizilianische Vesper am 31. März 1282 rettete das oströmisch-byzantinische Reich vor den Eroberungsplänen der Anjou. In Sizilien kam am 4. September 1282 Peter III. von Aragon, ein Schwiegersohn König Manfreds, an die Macht. Als Reaktion des Papstes erfolgten Bann und Absetzung Peters III. (21. März 1283) und die Ernennung Karls von Valois, Sohn Philipps III., am 5. Mai 1284 zum Herrscher von Aragon. Diese päpstliche Maßnahme blieb ohne Konsequenzen. Der darauf folgende französische Angriffskrieg, geführt vorrangig aus dynastischem Interesse und doch vom Papst zum Kreuzzug erklärt, endete mit der totalen Niederlage der französischen Flotte. Ein halbes Jahr vor dem Tode Karls I. am 7. Januar 1285 wurde dessen Thronerbe Karl von einer aragonesischen Flotte am 5. Juni 1284 gefangen genommen.
Die von seinem Vorgänger aufgenommenen Verhandlungen mit dem deutschen König Rudolf I. von Habsburg über eine Kaiserkrönung brach er ab. Auch in Italien gelang es ihm nie, Einfluss zu gelangen. Bereits nach seiner Wahl hatte die Stadt Rom ihm den Einzug verweigert, weswegen er seinen Amtssitz nach Orvieto verlegte.
Martin IV. trieb den Heiligsprechungsprozess für den 1270 verstorbenen französischen König Ludwig IX. voran, die Heiligsprechung erfolgte schließlich 1297 unter Papst Bonifatius VIII.
Kirchengeschichtlich bedeutsam ist die auf Martin IV. zurückgehende weitgehende Anerkennung und Stärkung der Bettelorden.
Er starb in Perugia und wurde in der dortigen Kathedrale beigesetzt.
Erwähnung findet Martin IV. im Vierundzwanzigsten Gesang des Fegefeuers von Dante Alighieris Göttlicher Komödie, wo ihm eine Vorliebe für den Genuss von Aalen zugeschrieben wird.